# Čerhov
Čerhov (in ungherese Csörgő) è un comune della Slovacchia facente parte del distretto di Trebišov, nella regione di Košice.